# Lescuns
Lescuns település Franciaországban, Haute-Garonne megyében. Lakosainak száma 74 fő (2022. január 1.). Lescuns Francon, Mondavezan, Sana és Terrebasse községekkel határos.

## Népesség
A település népességének változása:
| Lakosok száma | 45   | 44   | 44   | 53   | 67   | 69   | 72   | 73   | 73   | 74   |
|               | 1968 | 1982 | 1990 | 2006 | 2013 | 2015 | 2017 | 2019 | 2020 | 2022 |